# Medical

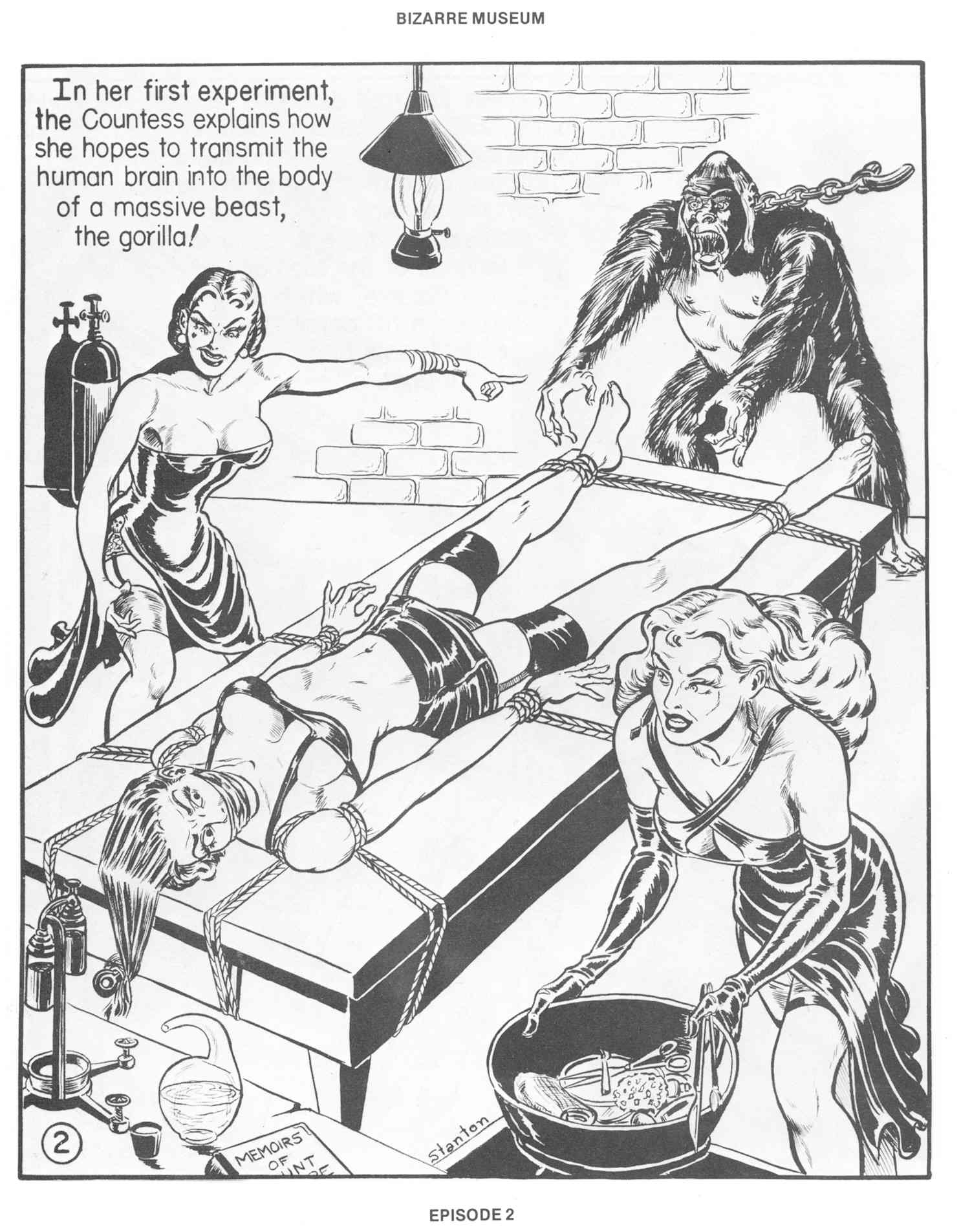
Pratica medical in un fumetto di Irwin Claw dei primi anni '50

Il medical, anche detto clinical, è una pratica sessuale o erotica BDSM che comporta l'utilizzo di strumenti, metodi e ambienti di aspetto medico o infermieristico.
In genere, questo tipo di pratiche comportano un notevole grado di dolore fisico o quantomeno di disagio emotivo. Tuttavia va ricordato che esiste anche una variante soft del medical, che non si differenzia molto sostanzialmente dal classico gioco del dottore. Va ricordato tuttavia che in questo tipo di attività è discriminante il consenso dell'interessato, che volontariamente si sottopone a ciò che egli stesso ritiene eccitante e piacevole.

## Metodimedical
Fanno parte del genere medical numerose pratiche, fra le quali possiamo citare:
- l'ispezione intima, che comporta una accurata e umiliante visita delle parti intime, necessariamente esposte alla nudità. Fa parte di questa ispezione anche l'esame rettale e ginecologico.
- la misurazione della temperatura rettale e uretrale.
- l'inserzione di un catetere, come metodo alternativo per l'emissione dell'urina;
- la pratica del clistere, detto anche enema, che può essere più o meno prolungato e che può comportare, per colui o colei che vi è sottoposta, la necessità di evacuare pubblicamente o in situazioni particolarmente umilianti, spesso dopo aver sopportato a lungo, nell'impossibilità di liberarsi, i forti crampi conseguenti al clistere stesso.
- le iniezioni saline, ovvero iniezioni di soluzione salina in svariati punti del corpo, in primis sulle natiche ma anche su genitali o mammelle, applicate con l'intenzione di provocarne una temporanea deformazione dovuta al liquido inserito sottopelle.
- il massaggio della prostata, attuato su uomini sottomessi durante l'esame rettale, con lo scopo di provocarne l'eiaculazione indipendentemente dal raggiungimento dell'orgasmo (pratica definita milking)
- needle play, ovvero inserimento di aghi sottopelle in varie parti del corpo, in particolare le più delicate, quali genitali, mammelle, capezzoli, etc.
- suture, che possono essere praticate sui genitali femminili, simulandone una parziale e transitoria infibulazione, talvolta seguita dalla penetrazione resa ulteriormente dolorosa dalla presenza dei punti che riducono l'apertura della vagina (questa pratica è in ogni caso piuttosto rara).

Quasi sempre la pratica del medical prevede che la persona sottomessa sia completamente nuda o al massimo in intimo, e la persona dominante, che nel gioco di ruolo interpreta un medico o un'infermiera sia vestita. Per questo il medical è uno dei setting preferiti per la pratica del CFNM. Spesso vengono interpretate scene volte a riprodurre situazioni come la visita militare o uno screening medico svolto in ambito scolastico.

## Sicurezza
Per la tipologia di pratiche che richiedono l'esecuzione di atti più o meno fortemente invasivi sul corpo umano, è assolutamente necessario che chi svolge il ruolo attivo in questo tipo di sessualità sia esperto di medicina, il che rende la diffusione di queste pratiche tuttora piuttosto limitata. Tuttavia nella versione del soft medical, che comprende il classico gioco del dottore, la pratica è diffusa anche tra tardoadolescenti.